# Тоехиро Акияма
Тоехи́ро Акия́ма (на японски: 秋山 豊寛) е японски журналист и космонавт.
Придобива световна известност, като участва в космически полет, с който става първия японец и първия професионален журналист в космоса.

## Образование
Роден е в специален район Сатегая, Токио, Япония на 22 юли 1942 г. Завършва факултета по обществени науки на Международния християнски университет в Токио през 1966 г.

## Професионална дейност
През 1966 г. започва работа в радио-телевизионната компания Tokyo Broadcasting System (TBS).
На работа е в централта на британската корпорация Би Би Си (на английски: BBC World Service), Лондон от 1967 до 1971 г.
Старши редактор е и коментатор на програмата за международни новини „Ти Би Ес“ от 1971 г.
Директор е на кореспондентското бюро на „Ти Би Ес“ във Вашингтон от 1984 г.

## Космическа подготовка
На 17 август 1989 г. преминава подбор за осъществяване комерсиалният съветско-японски полет, спонсориран от корпорацията „Ти Би Ес“. Сумата, която корпорацията е платила за полета на своя служител, се различава значително в източниците: 28 милиона щ. долара, 25 милиона щ. дол., 5 милиарда йени или 37 милиона щатски долара). Така „Ти Би Ес“ отбелязва 40-та си годишнина от своето създаване през 1950 г. През октомври 1989 започва тренировки в Центъра за подготовка на космонавти „Ю. Гагарин“.

## Космически полет
На 2 декември 1990 г. полита към космоса с космическия кораб „Союз ТМ-11“ като космонавт-изследовател в състава на екипажа на Осма основна експедиция (ОЕ-8) на орбиталната станция „Мир“, заедно с командира на кораба Виктор Афанасиев и бординженера Муса Манаров.
Става 239-и човек и първи японец в космоса. Още първите часове в космоса показват недостатъчната подготовка. Акияма се разболял от т. нар. „космическа болест“, свързана с разстройство на вестибуларния апарат.
На 4 декември 1990 г. става скачването с орбиталната станция „Мир“. За седем дни работа на космическата станция провежда няколко преки репортажа за японската аудитория, показни телеуроци за японски ученици. Провел биологични експерименти с японски дървесни жаби.
На 10 декември 1990 г. се завръща на Земята с космическия кораб „Союз ТМ-10“, заедно със седма основна експедиция, заедно с командира на кораб Генадий Манаков и бординженера Генадий Стрекалов.
Продължителността на полета е била 7 денонощия 21 часа 54 минути.

## Дейност след полета
След полета работи като заместник-директор на отдел „Новини“ на „Ти Би Ес“.
През април 1991 г., заедно с група японски журналисти снима филм за състоянието на Аралско море в Казахстан .
Напуска корпорацията през 1995 г., несъгласен с активната комерсиализация на телевизията. Прави си ферма за отглеждане на ориз и гъби в град Такин, префектура Фукушима.

## Публикации
Изнася лекции, които впоследствие публикува, посветени на своя полет.
- „Удоволствието от космическия полет“ (на английски: The Pleasure of Spaceflight, Journal of Space Technology and Science, Vol.9 No. 1'93).
- съавтор на статии за развитието на космическия туризъм.